# Flytande fossilgas

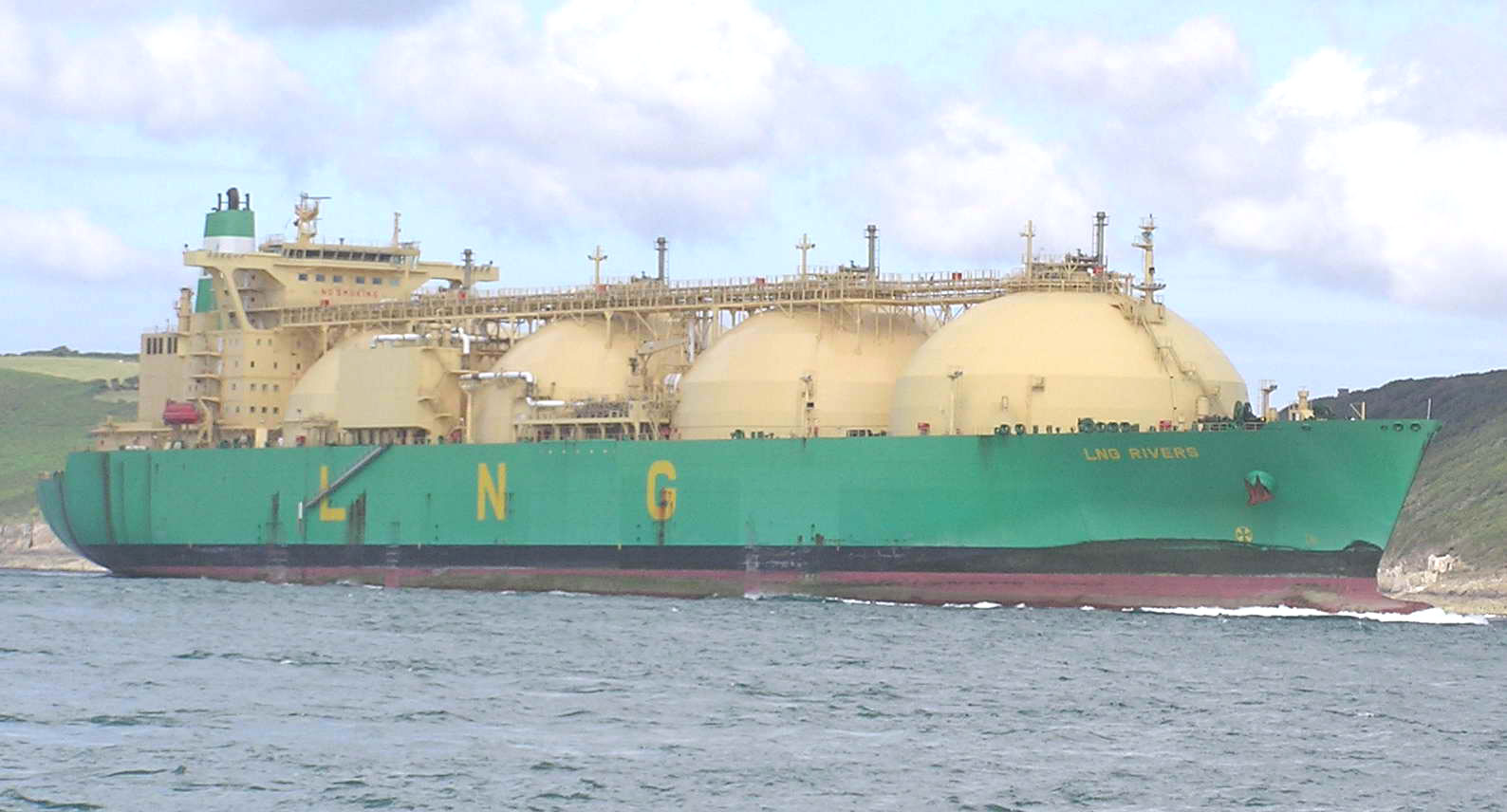
Tankfartyg för flytande naturgas

Flytande naturgas (LNG), är fossilgas som kylts ned till flytande form för transport eller förvaring.

## Allmänt
För att på ett effektivt sätt transportera naturgas där man inte har tillgång till ett rörnät kan man kyla ner gasen till cirka -160 °C, då den övergår i flytande form. Volymen på vätskan är ungefär 640 gånger mindre än gasens volym vid rumstemperatur och atmosfärstryck, vilket är en betydande minskning av erforderlig volym på behållare för transport eller lagring. Den kondenserade gasen är klar, färglös och luktfri. Densiteten för flytande gas är mindre än hälften jämfört med vatten och flyter därför på en vattenyta om den läcker ut.
Vid utläckage kommer den flytande naturgasen snabbt att förångas. Då densiteten för gasformig naturgas är lägre än luft kommer gasen vid utläckage inte ligga kvar som ett skikt vid marken utan stiger uppåt i atmosfären. Den späds där snabbt ut till låga koncentationer som omöjliggör antändning. Detta är en betydelsefull skillnad jämfört med till exempel propan och butan ("campinggas") som är tyngre än luft och kan ansamlas i de lägre delarna av fordon, byggnader, båtar och liknande och ge brand- och explosionsrisker.

## Anläggningar för nerkylning i urval
- Angola LNG
- Brunei LNG, Lumut, Brunei
- EG LNG, Malabo, Bioko Island, Ekvatorialguinea[3]
- Malaysia LNG, Tanjung Kidurong, Bintulu, Malaysia
- Nigeria LNG, Bonny, Nigeria
- Oman LNG
- Qatargas, Qatar
- Rasgas, Qatar
- Ras Laffan, Qatar[4]
- Risavika Production, Norge[5][6]
- Sakhalin LNG, Sachalin, Ryssland - (Sakhalin Energy Investment Company Ltd. )[7]
- Snøhvit LNG, Snøhvitfältet, Melkøya, Hammerfest, Norge[8]
- Yemen LNG (Total), Balhaf, Jemen

## Transport
Transport över längre sträckor sker i LNG-tankfartyg, välisolerade, specialbyggda fartyg med dubbla skrov. En del av dessa är utrustade med kylanläggningar. På kortare sträckor transporteras gasen med speciellt utrustade lastbilar eller med mindre fartyg med välisolerade trycktankar.

## Förvaring
Förvaringen sker i isolerade cisterner i LNG-terminaler.

## Omlastningsterminaler i Skandinavien och Östersjöområdet
I Skandinavien finns det ett antal mindre omlastningsterminaler och återförgasningsanläggningar, där LNG kan lagras och överföras från ett transportslag till ett annat.
| Plats                                                                              | Kapacitet  | Driftsstart        | Operatör                                                                       |  |
| ---------------------------------------------------------------------------------- | ---------- | ------------------ | ------------------------------------------------------------------------------ |  |
| Göteborgs hamns bunkringsanläggning för LNG, Göteborg, Sverige (endast omlastning) |            | 2018               | Swedegas                                                                       |  |
| Nynäshamns LNG-terminal, Sverige                                                   | 20 000 m3  | Mars 2011          | Gasum                                                                          |  |
| Øra LNG-terminal, Norge                                                            | 5 900 m3   | 2011               | Gasum                                                                          |  |
| Lysekils LNG-terminal, Sverige                                                     | 30 000 m3  | Maj 2014           | Gasum                                                                          |  |
| Oxelösunds LNG-terminal, Sverige                                                   | 30 000 m3  | Planerad till 2023 | SSAB                                                                           |  |
| Björneborgs LNG-terminal, Finland                                                  | 30 000 m3  | Augusti 2016       | Gasum                                                                          |  |
| Manga LNG-terminal, Torneå, Finland                                                | 50 000 m3  | 2017               | Manga LNG (Outokumpu, SSAB, Gasum och EPV Energia)                             |  |
| Ingås LNG-terminal, Ingå, Finland                                                  | 68 000 m3  | 2022               | Gasgrid Finland                                                                |  |
| Hamina LNG Oy, Fredrikshamn, Finland                                               | 30 000 m3  | 2022               | Hamina LNG Oy (Haminan Energia Oy, estniska Alexela Group OÜ och Wärtsilä Oyj) |  |
| Klaipėdas Nafta flytande LNG-terminal, Klaipėda, Litauen                           | 170 000 m3 | 2014               | Klaipèdos Nafta                                                                |  |
| Świnoujścies LNG-terminal, Świnoujście, Polen                                      | 160 000 m3 | 2015               | Polskie LNG S.A. (Gaz-System)                                                  |  |

## Användning
Gasen används sedan den lämnat det flytande tillståndet till uppvärmning och matlagning. Idag har man utvecklat tekniken och använder LNG som bränsle. till exempel TBS (Tarbit Shipping) tankers "Bit Viking" som har konverterat och drivs enbart med LNG. Drift med LNG är mer miljövänligt genom att halterna av föroreningar som till exempel svavel och tungmetaller jämfört med olja är mycket låga, samt att utsläppen av växthusgaser är cirka 25% lägre jämfört med de från drift med olja.
Året 2015/2016 genomförde rederiet Furetank på Donsö en konvertering av sitt fartyg "M/T Fure West" för drift med hjälp av LNG. Konverteringen innebar en total ombyggnad av huvudmaskinen och även installation av två vakuum-isolerade LNG-tankar på däck. Destination Gotland har sedan 2018-2019 två fartyg som drivs av LNG i trafik mellan Gotland och fastlandet.